# Lepanthes magnipetala
Lepanthes magnipetala är en orkidéart som beskrevs av Donald Dungan Dod och Carlyle August Luer. Lepanthes magnipetala ingår i släktet Lepanthes och familjen orkidéer. Inga underarter finns listade i Catalogue of Life.